# Árma
Árma är en ort i Grekland.   Den ligger i prefekturen Nomós Voiotías och regionen Grekiska fastlandet, i den sydöstra delen av landet, 50 km norr om huvudstaden Aten. Árma ligger 252 meter över havet och antalet invånare är 1 078.
Terrängen runt Árma är kuperad västerut, men österut är den platt. Terrängen runt Árma sluttar österut. Runt Árma är det ganska tätbefolkat, med 129 invånare per kvadratkilometer. Närmaste större samhälle är Chalkída, 16,3 km nordost om Árma. Trakten runt Árma består till största delen av jordbruksmark.